# Megafon (vegyület)
A megafon citotoxikus neolignán, amit a Lauraceae családba tartozó Aniba megaphylla termel, amely a vegyület nevét adta. Ezenkívül mesterségesen is előállították.
1960-as évekbeli tanulmányok kimutatták, hogy az Aniba megaphylla gyökerének alkoholos kivonata in vitro gátolta a humán nasopharyngealis rák sejtjeinek növekedését. 1978-ban a kivonat aktív összetevőjét sikerült izolálni gélkromatográfiával, amelyet jellemeztek, és elneveztek megafonnak (C22H30O6, szilárd), megafon-acetátnak (C24H32O7, olajos folyadék) és megafillon-acetátnak (C23H28O7, olajos folyadék). A megafon-acetátot ezenkívül előállították a megafon ecetsav-anhidriddel való reakciójával 50 °C-on 6 órán át. A megafon (megafon-acetát) alkoholos oldatának keverése hozzáadott palládiumkatalizátorral hidrogénes környezetben, melyet az oldószer elpárologtatása követ, egy olajos folyadékot, tetrahidromegafont (tetrahidromegafon-acetátot) eredményez. Milliméteres megafonkristályok létrehozhatók dietil-éteres–kloroformos oldatból. Ezeknek monoklin szimmetriájuk van P21 tércsoporttal, a rácsállandók: a = 0,8757 nm, b = 1,1942 nm, c = 1,0177 nm; és két képletegység van elemi cellánként. A megafon és a megafon-acetát királisak, és a leírt szintézis és kivonás racém keveréket adtak. A megafon-acetátot a Lauraceae család másik tagjának, az Endlicheria dysodanthának a gyökeréből is izolálták az etanolos oldat kromatográfiájával. Gátló hatást mutattak ki a gubacsok, valamint a humán tüdő-, mell- és vastagbélrák sejtjeivel szemben.

## Fordítás
Ez a szócikk részben vagy egészben  a   Megaphone (molecule) című angol Wikipédia-szócikk fordításán alapul.  Az eredeti cikk szerkesztőit annak laptörténete sorolja fel. Ez a jelzés csupán a megfogalmazás eredetét és a szerzői jogokat jelzi, nem szolgál a cikkben szereplő információk forrásmegjelöléseként.